# Desa Tanjung (administrativ by i Indonesien, Jawa Barat, lat -7,25, long 106,62)
Desa Tanjung är en administrativ by i Indonesien.   Den ligger i provinsen Jawa Barat, i den västra delen av landet, 120 km söder om huvudstaden Jakarta.